# USS Enterprise (CV-6)
USS Enterprise (CV-6) – amerykański lotniskowiec typu Yorktown, „The Galloping Ghost of the Oahu Coast”, „Big E”, „Lucky E”, „The Grey Ghost”, najliczniej udekorowany okręt drugiej wojny światowej, który odegrał kluczową rolę w zwycięstwie Stanów Zjednoczonych w wojnie na Pacyfiku 1941–1945. CV-6 był chronologicznie szóstym w kolejności amerykańskim lotniskowcem.
Okręt o wyporności standardowej 19 800 ton i długości pokładu 246,74 metra początkowo, został zwodowany 3 października 1936 roku w stoczni Newport News w Wirginii, przyjęty zaś do służby w United States Navy 12 maja 1938 roku. USS „Enterprise” (CV-6) był jedynym amerykańskim lotniskowcem, który – z przerwami na niezbędne remonty – prowadził działania bojowe od pierwszego do ostatniego dnia wojny na Pacyfiku i jedynym przedwojennym okrętem tej klasy, który przetrwał wojnę na tym teatrze wojennym. Został także jedyną jednostką typu Yorktown, który przetrwał wojnę.
Operując w składzie Floty Pacyfiku, 7 grudnia 1941 roku CV-6 nie znajdował się w bazie Pearl Harbor, dzięki czemu uniknął losu amerykańskich pancerników zniszczonych podczas japońskiego ataku na tamtejsze bazy wojskowe. Trzy dni później, bombowce nurkujące Douglas SBD Dauntless z jej grupy lotniczej zatopiły I-70 – pierwszy w tej wojnie okręt utracony przez imperium japońskie. Na początku następnego roku odegrał główną rolę w amerykańskich rajdach pierwszej połowy 1942 roku, zwieńczonych w rajdem Doolittle’a na Tokio. Z powodu wypadu na macierzyste wyspy japońskie nie wziął udziału w bitwie na Morzu Koralowym, był już jednak gotowy do największej bitwy 1942 roku, pod Midway. W starciu 4 czerwca, SBD Dauntless z eskadr VB-6 i VS-6 grupy lotniczej USS „Enterprise”, zniszczyły trzy z czterech lotniskowców Kidō Butai admirała Chūichi Nagumo.
Na początku sierpnia tego roku „Enterprise” ochraniał amerykański desant na Guadalcanal, zaś jego samoloty pokładowe zestrzeliły wówczas 17 maszyn japońskich. 24 sierpnia 1942 roku podczas bitwy u wschodnich Wysp Salomona „Enterprise” został trafiony trzema bombami, powrócił więc do Pearl Harbor gdzie przeszedł dwumiesięczny remont. Wziął następnie udział bitwie koło wysp Santa Cruz, gdzie ponownie został trafiony trzema bombami. Po tej bitwie został jednak tymczasowo jedynym czynnym amerykańskim lotniskowcem na Pacyfiku.
15 listopada 1943 roku natomiast samoloty torpedowe okrętu pod zmienionym oznaczeniem CV(N)-6, przeprowadziły pierwszy na świecie skuteczny nocny lotniczy atak torpedowy. W lutym 1944 roku „Enterprise” wziął udział w operacji Hailstone dokonując rajdu na największą japońską bazę morską poza samą Japonią w Truk. W czerwcu tego roku uczestniczył w bitwie na Morzu Filipińskim i związanym z nią „wielkim strzelaniu do indyków nad Marianami”. „Enterprise” kontynuował następnie działania aż do 14 maja 1945 roku, kiedy trzeci już kolejny atak kamikaze na okręt powiódł się, i okręt musiał udać się do Stanów Zjednoczonych na poważny remont, co zakończyło działania bojowe okrętu w wojnie.
Za swoje zasługi wojenne, „Big E” został udekorowany 20 gwiazdami battle star, jako pierwszy okręt w historii otrzymał także najwyższe amerykańskie odznaczenia wojenne przyznawane jednostkom wojskowym Presidential Unit Citation oraz Navy Unit Commendation. Uczyniło go to najliczniej udekorowanym amerykańskim okrętem w historii. Z uwagi na wkład „Enterprise” w pokonanie Japonii, po zakończeniu służby podjęto starania o zachowanie okrętu w charakterze pomnika. Starania w tym zakresie kierowane przez adm. Halseya okazały się jednak bezowocne i w 1958 roku „Enterprise” został sprzedany na złom. 
USS „Enterprise” (CV-6) powszechnie uważany jest za najbardziej zasłużony bojowo okręt w historii US Navy, co znalazło odzwierciedlenie w licznych odniesieniach w kulturze i sztuce do nazwy tej jednostki. Nazwę po nim przejął USS „Enterprise” (CVN-65) – pierwszy w historii lotniskowiec z napędem nuklearnym.

## Geneza
Lotniskowce typu Yorktown, a wśród nich USS „Enterprise”, mają swe źródła z wielkim kryzysie przełomu lat 20. i 30., gdy w szczycie depresji gospodarczej 73. Kongres autoryzował budowę „Yorktown” i „Enterprise”, jako część wielkiego programu wspierania odbudowy gospodarki określonego ustawą National Industrial Recovery Act (NIRA). „Enterprise” znalazł się wówczas na liście 34 000 projektów rządowych, obok m.in. San Francisco Bay Bridge i Washington National Airport. W 1933 roku nowa administracja prezydenta Roosevelta – jako narzędzie nadzwyczajne – używała wówczas środków z utworzonego przez NIRA Funduszu Robót Publicznych, dla budowy m.in. lotniskowców, sześciu krążowników i dwudziestu pięciu mniejszych okrętów.
16 czerwca 1933 roku prezydent Roosevelt przeznaczył dla marynarki kwotę 238 milionów dolarów na budowę nowych okrętów, w tym dwóch lotniskowców, zaś niecałe dwa miesiące później podpisano kontrakty na budowę lotniskowców numer 5 i 6. 11 sierpnia 1933 roku wiceadmirał Ernest King – szef Bureau of Aeronautics – zarekomendował sekretarzowi marynarki Claude’owi Swansonowi nazwę Enterprise dla lotniskowca numer 6. Stępkę pod okręt położono 16 lipca 1934 roku w stoczni Newport News Shipbuilding and Dry Dock Company w Newport News, ze stoczniowym numerem kadłuba 360 3 października 1936 roku okręt został zwodowany, zaś jego matką chrzestną została żona sekretarza marynarki, Lulie Lyons Hall Swanson. Po trwającym około 20 miesięcy okresie wyposażania i testów okrętu, jednostka weszła do służby 12 maja 1938 roku.

## Konstrukcja
Okręty typu Yorktown były ostatnimi amerykańskimi jednostkami dotkniętymi limitami tonażu wynikającymi z międzywojennych traktatów ograniczających zbrojenia na morzu, mimo to USS „Enterprise” był jednym z największych w swoim czasie okrętów marynarki wojennej Stanów Zjednoczonych. „Enterprise” ustanowił też podstawowy standard konstrukcyjny dla następnej generacji lotniskowców.

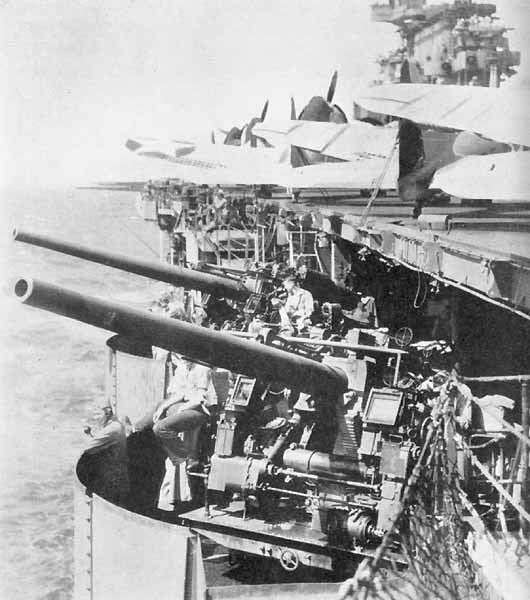
Działa przeciwlotnicze Mark 12 127 mm poniżej pokładu startowego „Enterprise”, podczas rajdu na wyspę Wake w lutym 1942 roku

W konstrukcji CV-6 zastosowano doświadczenia wynikłe z eksploatacji jego znacznie większych poprzedników, USS „Lexington” (CV-2) i „Saratoga” (CV-3) o wyporności 33 000 ton. Dowództwo marynarki uważało w tym czasie, że minimalną efektywną wielkością okrętów tej klasy jest 20 000 ton wyporności, co stało się nominalną wypornością konstrukcyjną typu Yorktown, choć w praktyce zbudowany okręt miał 19 800 ton wyporności standardowej. Jako przedstawiciel drugiego – po USS „Ranger” (CV-4) – typu lotniskowców od początku projektowanego jako okręt tej klasy, „Enterprise” był znacznie większy od swojego poprzednika – większa wyporność tej konstrukcji umożliwiała jej lepszy balans między maszynownią, systemami lotniczymi oraz ochronnymi. „Ranger” był jednak bardzo nowoczesnym w czasie budowy okrętem, toteż przy konstrukcji „Enterprise” wykorzystano niektóre zawarte w nim rozwiązania, w tym półotwarty pokład hangarowy

### Kadłub i struktura
Kadłub okrętu miał długość 809 stóp i 6 cali (246,5 metra), zaś długość na linii wodnej wynosiła 770 stóp (234,6 metra). Zanurzenie okrętu wynosiło 26 stóp (7,9 metra). Decyzja marynarki o budowie okrętu o wyporności 20 000 ton umożliwiła ujęcie w jego konstrukcji opancerzenia elementów żywotnych z punktu widzenia przeżywalności na polu walki. Celem ochrony przed ogniem artyleryjskim krążowników i niszczycieli, kadłub chroniony był pasem pancernym o grubości od 4 do 2,5 cala (10,16–6,35 cm), podobnie jak nadbudówka okrętu, która miała czterocalowy pancerz po bokach oraz dwucalowy na szczycie. Podobnie opancerzony był przedział maszyny sterowej, z pancerzem o takiej samej grubości. Wewnątrz kadłub podzielony był pancernymi grodziami o grubości 4 cali.
Najsłabszym punktem konstrukcji „Enterprise” była powodowana traktatowymi limitami wyporności podatność maszynowni okrętu na atak podwodny – eksplozja podwodna pojedynczej torpedy zdolna była do przebicia relatywnie słabej ochrony przeciwtorpedowej, co mogło wyłączyć z użytku całą siłownię. Dlatego też w 1943 roku okręt został zmodernizowany m.in. poprzez dodanie bąbli przeciwtorpedowych po obu stronach kadłuba.

### Siłownia/maszynownia
Siłownia okrętu umieszczona była w środkowej części jednostki, w jej skład wchodziło dziewięć kotłów Babcock & Wilcox, turbiny systemu Parsonsa z przekładniami, przez cztery wały przenoszącymi energię na pędniki. Układ ten zapewniał moc 120 000 shp, zaś gazy spalinowe odprowadzane były do charakterystycznego dużego komina umieszczonego w tylnej części nadbudówki. Pozwalało mu to na rozwinięcie prędkości 32,5 węzła. Okręt mógł pomieścić 4360 ton paliwa okrętowego, co zapewniało mu zasięg 12 000 mil morskich przy prędkości 15 węzłów.

### Pokład lotniczy
Typowy dla lotniskowców z tej epoki stalowy pokład startowy w jednej osi, pokryty był belkami tarcicy i w chwili wejścia okrętu do służby miał długość 816 stóp (248.7 metra), przy maksymalnej szerokości jednostki wynoszącej 109 stóp (33,5 metra). Odmiennie od wojennych lotniskowców brytyjskich, z powodu traktatowych limitów wyporności pokład Enterprise nie był opancerzony.
Konstrukcja „Enterprise” przywracała w amerykańskiej marynarce hydrauliczne katapulty startowe. Pierwsze testy katapulty typu H Mark II przeprowadzono na „Enterprise” w 1938 roku, jednak próby te zakończyły się eksplozją. Cztery urządzenia tego rodzaju, dwa na pokładzie startowym i dwa umieszczone w poprzek okrętu na pokładzie hangarowym, zapewniały możliwość rozpędzenia samolotu o masie 7000 funtów (3,2 tony) do prędkości 70 mph (112 km/h). W trakcie wojny jednak CV-6 został wyposażony w przewidziane początkowo dla lotniskowców eskortowych katapulty typu H 2-1. Umożliwiały one rozpędzenie samolotu o masie 11 000 funtów (4,98 tony) do prędkości 70 mph na dystansie 73 stóp (22 metrów). W rzeczywistości jednak, niemal do końca wojny katapulty były nieczęsto używane – zwłaszcza wyrzutnie na pokładzie hangarowym. Toteż w czerwcu 1942 roku katapulty zostały usunięte z pokładu hangarowego.
Pokład startowy wyposażony był w cztery aerofiniszery (liny hamujące), których zadaniem było wyhamowywanie samolotów tuż po przyziemieniu. USS „Enterprise” otrzymał najnowszą odmianę rozwijanych od lat 20. aerofiniszerów oznaczoną jako Mark 4, mogącą zatrzymać samolot o masie 10 000 funtów lecący z prędkością 70 mph. Na okręcie zastosowano jednak podział na aerofiniszery początkowe – z hydraulicznymi hamulcami Mod 2 zatrzymującymi samolot o masie 8500 funtów (3,85 tony) na dłuższym dystansie wyhamowania, umieszczone na początku strefy lądowania oraz aerofiniszery końcowe z hamulcami Mod 1, o krótszym dystansie hamowania, usytuowane na końcu strefy lądowania. Te ostatnie, opracowane oryginalnie dla aerofiniszerów Mark 3 zastosowanych jako unowocześnienie w lotniskowcach USS „Lexington” (CV-2) i „Saratoga” (CV-3), zostały jednak zastąpione pionową elastyczną barierą połączoną bezpośrednio do hamulca hydraulicznego Mark 4 Mod 2, celem zwiększenia efektywności absorpcji energii. W miarę wzrostu osiągów i masy samolotów opracowane zostały hamulce hydrauliczne Mod 3A (16 000 funtów przy 85 mph) – zastosowane po raz pierwszy na USS „Hornet” (CV-8) – które „Enterprise” otrzymał w maju 1941 roku.
| Rodzaj amunicji                            | Sztuk |
| ------------------------------------------ | ----- |
| Bomby 100 funtów (ogólnego przeznaczenia)  | 504   |
| Bomby 500 funtów (ogólnego przeznaczenia)  | 298   |
| Bomby 500 funtów (pół-przeciwpancerne)     | 298   |
| Bomby 1000 funtów (ogólnego przeznaczenia) | 378   |
| Bomby 1000 funtów (pół-przeciwpancerne)    | 378   |
| Bomby 1000 funtów (przeciwpancerne)        | 378   |
| Bomby 1600 funtów (przeciwpancerne)        | 18    |
| Bomby 2000 funtów (ogólnego przeznaczenia) | 18    |
| Bomba 325 funtów (głębinowa)               | 288   |
| Bomba 100 funtów (zapalająca)              | 288   |
| Torpedy                                    | 36    |

### Pokład hangarowy
Pokład hangarowy stanowił pojedynczy hangar okrętu o długości 645 stóp (196,5 metra), szerokości 68 stóp (20,7 metra) i 17 stóp (5 metrów) wysokości. Był on lekką strukturą z dużymi otwartymi ścianami bocznymi w postaci rolet, zamykanymi w wypadkach złej pogody. Ułatwiało to załadunek ekwipunku, sprzętu i uzbrojenia oraz - co szczególnie istotne podczas operacji bojowych - przez naturalną wentylację hangaru także swobodną pracę silników samolotów poniżej pokładu startowego w celu ich rozgrzania. Przeznaczony do pomieszczenia całej grupy lotniczej hangar, zapewniał miejsce na 96 samolotów, wynoszonych na pokład startowy za pomocą trzech wind, umieszczonych w części dziobowej, tuż za umieszczoną w śródokręciu nadbudówką oraz w części rufowej. Głębokie wnęki między dźwigarami pokładu lotniczego, które łączyły ze sobą także pomosty dolnych pokładów, zapewniały jednak miejsce dla przechowania dużej liczby podwieszonych w nich zapasowych samolotów – teoretycznie wystarczającej do zastąpienia nawet połowy grupy lotniczej (nawet do 120 samolotów).

### Uzbrojenie
„Enterprise” został oryginalnie wyposażony w osiem dział podwójnego przeznaczenia dział 127 mm L/38 Mark 12 z analogowym system kierowania ogniem Mark 33 na szczycie nadbudówki oraz 24 chłodzone wodą karabiny maszynowe Browning 0,5 cala (12,7 mm). Wszystkie okręty tego typu wyposażone miały być oryginalnie w dwa poczwórne działka 1,1 cala (28 mm) tuż przed nadbudówką, trzecie na pokładzie startowym w tylnej części okrętu za masywnym dźwigiem samolotów i łodzi, czwarte zaś dalej na rufie na pomoście poniżej pokładu na sterburcie. „Enterprise” otrzymał je jednak z rocznym opóźnieniem względem jednostki wiodącej, razem z unowocześnionym radarem CXAM-1.
Już jednak w sierpniu 1941 roku marynarka podjęła decyzję o generalnym zastąpieniu poczwórnych działek 1,1 cala na dużych okrętach przez podwójne działka 40-milimetrowe oraz półcalowych karabinów przez działka 20-milimetrowe. Aż do następnego roku jednak, żadne z nich nie były jeszcze dostępne, toteż w lutym 1942 roku „Enterprise” wciąż jeszcze wyposażony był w karabiny Browninga. Wiosną 1942 roku wszystkie karabiny 12,7 mm zostały wymienione na silniejszą niż w przypadku okrętów siostrzanych baterię 32 działek Oerlikon 20 mm. Po bitwie pod Midway liczba działek Oerlikona została zwiększona do 38, zaś „Enterprise” otrzymał na dziób swój piąty poczwórny zestaw artyleryjski kalibru 40 mm. W listopadzie 1942 roku, podczas napraw uszkodzeń odniesionych na Salomonach, cztery poczwórne działka kalibru 1,1 cala z pokładu startowego, zostały zastały zastąpione przez poczwórne działka Boforsa 40 mm Mk1/Mk2, zaś jego bateria 20 mm Oerlikona została zwiększona do 46 działek. Chłodzone wodą działka 40 mm Boforsa miały szybkostrzelność 160 pocisków na minutę, podczas gdy zastąpione przez nie działka 28 mm jedynie 150/min. Same pociski działka Boforsa miały ponad dwukrotnie większą masę i niemal dwukrotnie większy zasięg. Toteż ich wymiana, stanowiła bardzo duże wzmocnienie systemu samoobrony USS „Enterprise”.
Magazyny amunicji CV-6 mieściły m.in. 504 bomby o wagomiarze 100 funtów (45 kg), 288 ogólnego przeznaczenia bomb 500 funtowych (227 kg) i 288 bomb pół-przeciwpancernych, po 378 1000-funtowych (453,5 kg) bomb ogólnego przeznaczenia, pół-przeciwpancernych i przeciwpancernych oraz 36 torped Mark XIII. W pełni zaopatrzony, „Enterprise” przenosił 670 ton amunicji lotniczej oraz okrętowej amunicji artyleryjskiej. Szczegóły ładunku amunicji lotniczej USS „Enterprise” (CV-6) – według stanu na październik 1943 roku – przedstawia tabela.

#### Modernizacja 1943 roku

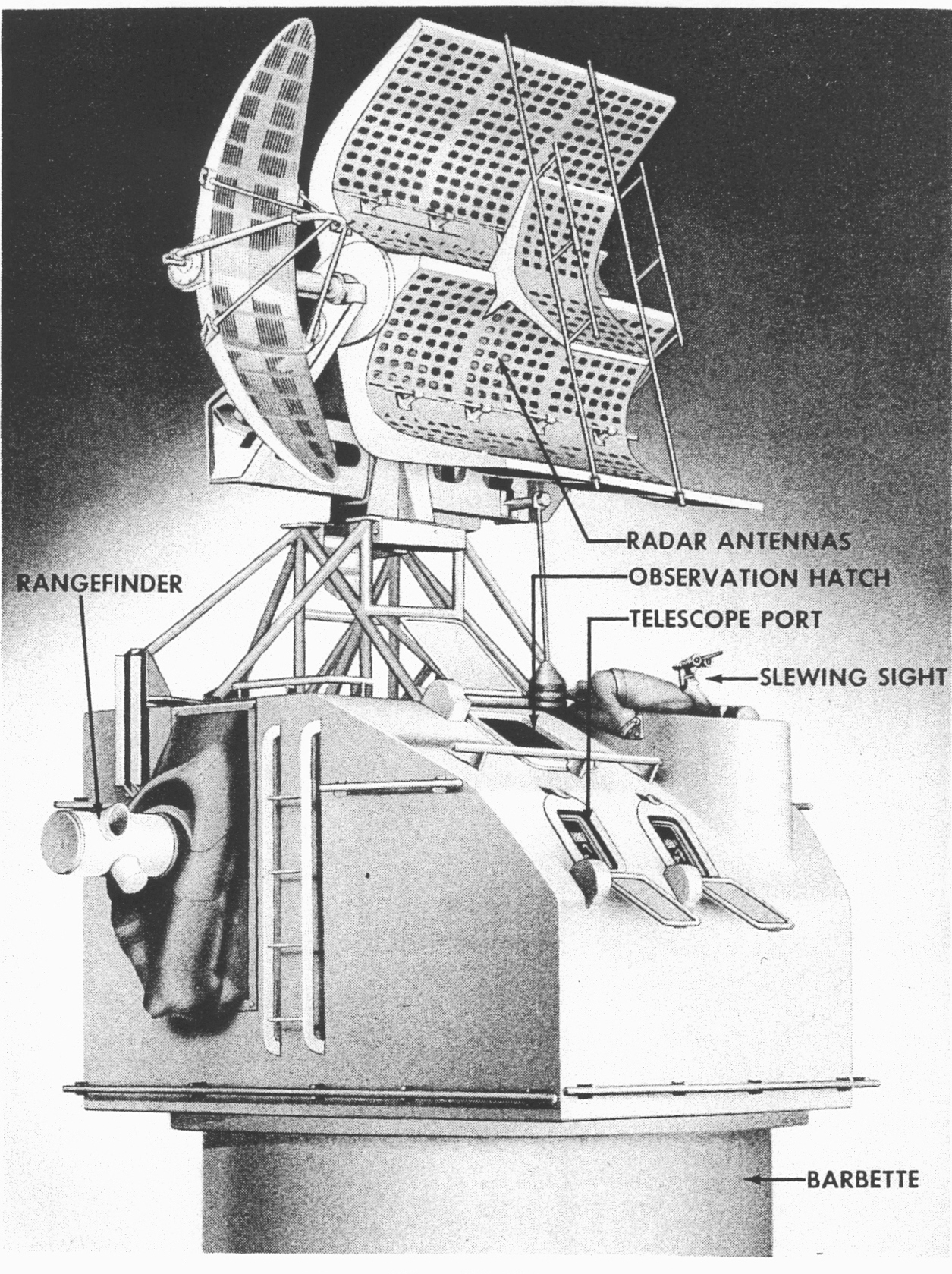
Układ kierowania ogniem Mark 37 wraz z anteną radaru kierowania ogniem Mark 12

Podczas remontu w połowie 1943 roku okręt otrzymał nowe systemy kontroli ognia – przelicznik artyleryjski Mark 37 wraz z antenami radaru kierowania ogniem Mark 12, które zastąpiły oryginalne układy kontroli ognia Mark 33 w przedniej i tylnej części nadbudówki. Otrzymał także radar wskazywania pułapu celu SM. Radarowo kontrolowane systemy kierowania ogniem zapewniały odtąd dokładne namiary celu, ze wskazaniem koniecznego kąta podniesienia lufy, odległości i prędkości celu. „Enterprise” został wówczas wyposażony w nowy radar obserwacji przestrzeni powietrznej SK. W tej konfiguracji systemu kontroli obszaru i kierowania ogniem okręt pozostał już to końca wojny.
Doświadczenia działań wojennych 1942 roku, zwłaszcza bitew morskich w rejonie Gudalcanal i wysp Salomona, wykazały słabą skuteczność działek kalibru 1,1" oraz karabinów maszynowych 12,7 mm, toteż były one intensywnie zastępowane działkami Oerlikona 40 mm. W ramach przeprowadzonej wówczas modernizacji, USS „Enterprise” otrzymał także sześć dodatkowych zestawów poczwórnie sprzężonych Bofors 40 mm Mk1/Mk2. Cztery z nich zastąpiły zestawy 1,1", dwa dodatkowe zaś na poziomie pokładu hangarowego, w tylnej części okrętu na bakburcie. Zainstalowanych zostało wówczas także osiem dodatkowych podwójnie sprzężonych stanowisk dział 40 mm – jedno na dziobie, po dwa po każdej stronie pomostu przed przednią parą dział 127 mm, dwa na bakburcie i sterburcie na pomoście za tylnymi działami 127 mm, oraz jedno w tylnej części nadbudówki na wysokości dźwigu samolotów. Zwiększeniu do 48 uległa także bateria działek 20 mm Oerlikon. „Enterprise” otrzymał jednak wówczas także dwie eksperymentalne podstawy – jedną z podwójnie sprzężonymi działkami 20 mm oraz jedną z trzema działkami sprzężonymi. Podstawy te zostały jednak wkrótce zastąpione pojedynczym działkiem.

#### Reorganizacja 1945 roku
Po uszkodzeniach okrętu dokonanych przez ataki kamikaze wiosną 1945 roku, „Enterprise” został ponownie przezbrojony, kończąc swój udział w wojnie z baterią 54 działek 40 mm (11 poczwórnych i pięć na podstawie podwójnej): dwie nowe poczwórne podstawy zostały zamontowane na sponsonie w przedniej części bakburty na poziomie pokładu hangarowego, inna podstawa została zamontowana na poziomie pomostu na bakburcie, dwie podwójne zaś podstawy działek 40 mm w części dziobowej (na bakburcie i sterburcie) zostały zastąpione podstawami poczwórnymi. Celem jednak zmniejszenia wagi przeciążonego dziobu okrętu, podwójne działka Boforsa zostały usunięte, zaś bateria działek 20 mm została zredukowana do 16 działek podwójnie sprzężonych.

### Grupa lotnicza Enterprise
Przydzielone jednostce samoloty przybyły na pokład 30 czerwca 1938 roku w liczbie 81 maszyn. Znajdowało się wśród nich 20 samolotów Grumman F3F-2, dwa Vought O3U-3, 21 Curtiss SBC-3 Helldiver, 13 Northrop BT-1 i 20 Douglas TBD Devastator. Dzień później utworzona została grupa lotnicza lotniskowca, która składała się z czterech eskadr: myśliwskiej Fighter Squadron Six (VF-6), bombowej Bombing Squadron Six (VB-6), torpedowej Torpedo Squadron Six (VT-6) oraz rozpoznania Scouting Squadron Six (VS-6). Okręt dysponował także jednostką samolotów dyspozycyjnych składającą się z dwóch dodatkowych O3U-3, dwóch Grumman J2F-1 oraz TBD-1. Bureau of Aeronautics autoryzowało 18 maszyn dla każdej eskadry, jednak ich liczba w rzeczywistości wahała się, czy to z powodu wypadków, czy to z powodu koniecznych napraw, eskadry często używały również samolotów zastępczych.

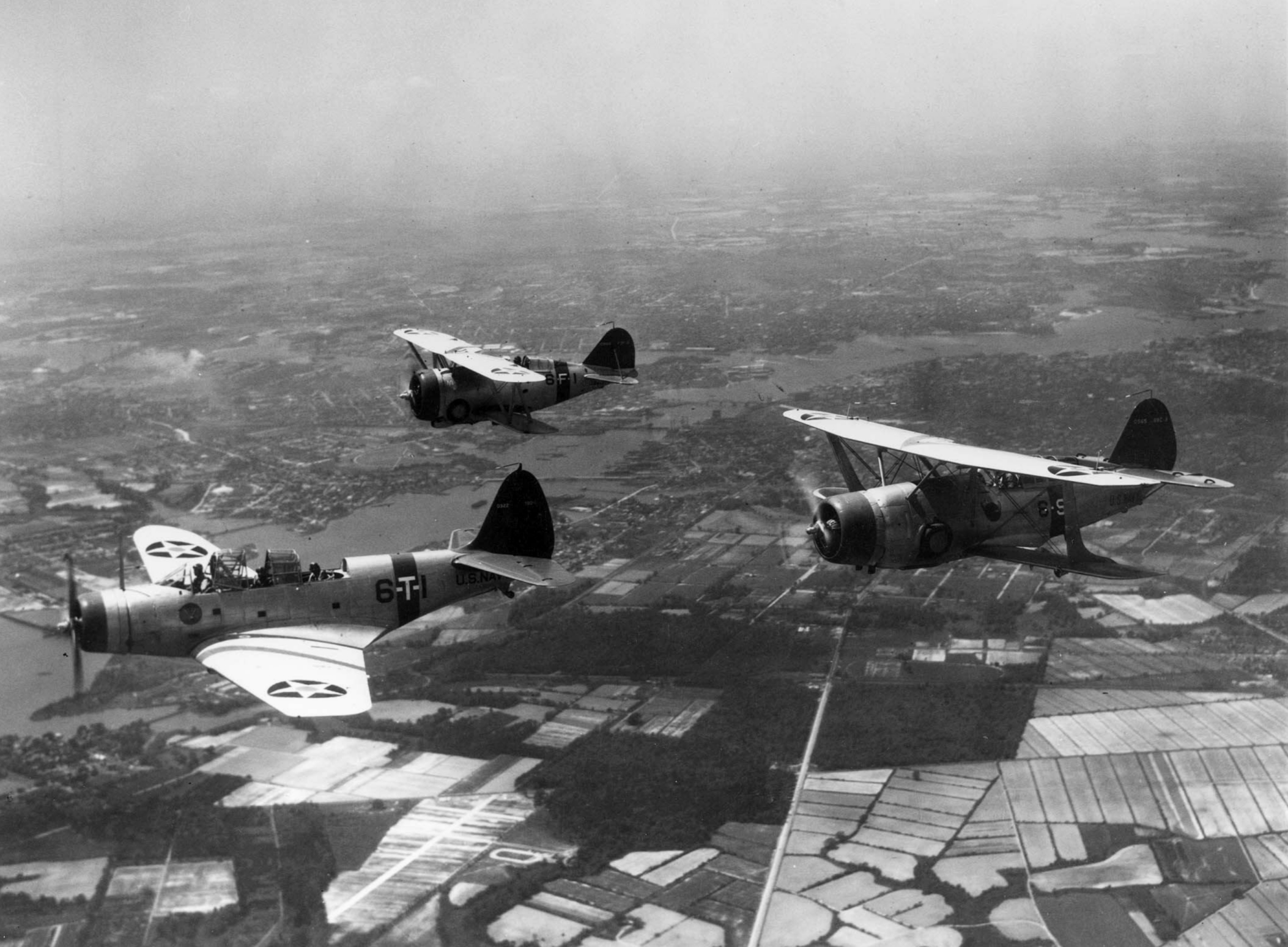
W 1938 roku grupa lotnicza USS „Enterprise” składała się z – w kolejności od lewej – samolotów torpedowych TBD Devastator w eskadrze VT-6, myśliwskich Grumman F3F-2 w eskadrze VF-6 oraz bombowców nurkujących SBC-3 Helldiver w VB-6 i VS-6

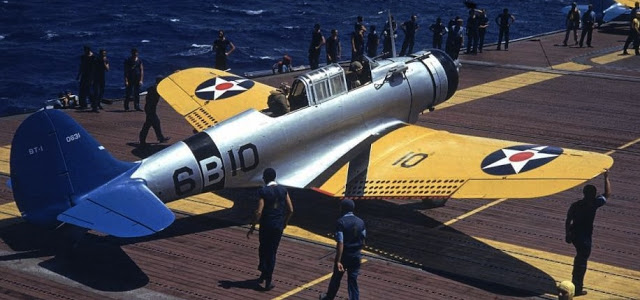
W okresie przedwojennym, samoloty grupy lotniczej „Enterprise” miały charakterystyczne malowanie z żółtymi skrzydłami. Celem takiego ubarwienia, było prawdopodobnie ułatwienie odnalezienia samolotu w razie jego przymusowego wodowania. Na zdjęciu Northrop BT-1 na pokładzie „Enterprise” (CV-6).
Według ustalonych w 1937 roku standardów, wszystkie samoloty „Enterprise” otrzymały specyficzne dla swojej grupy lotniczej niebieskie malowanie stateczników pionowych i poziomych.

Trzon grupy lotniczej okrętu tworzyły wówczas samoloty torpedowo-bombowe TBD Devastator oraz dwupłatowe myśliwce F3F-2 i bombowce nurkujące SBC-3 Helldiver. Te ostatnie, od 6 maja 1938 roku były już jednak częściowo zastępowane w marynarce nowocześniejszymi Northrop BT-1, przydzielonymi do eskadry VB-6 – ostatni z nich, o numerze seryjnym BuNo 0637, dotarł na „Enterprise” 15 listopada tego roku.
Wprawdzie eskadra VB-5 bliźniaczego USS „Yorktown” (CV-5) ucierpiała na skutek serii wypadków BT-1, a nowe maszyny eskadry VB-6 były równie skłonne do przeciągnięć, na CV-6 nie zdarzył się żaden wypadek tego samolotu aż do 23 stycznia 1939 roku, kiedy BT-1 o numerze BuNo 0619 spadł podczas lądowania z pokładu. Szczęśliwie uratowano wówczas załogę dwuosobowego bombowca. W lutym 1941 roku eskadra straciła jednak aż trzy maszyny tego typu, ze śmiercią wszystkich członków ich załóg, co stanowiło koniec maszyn Northropa na pokładzie „Enterprise” – zaraz potem „Big E” zaczął otrzymywać nowe samoloty Douglas SBD-2 Dauntless. Do 1941 roku CV-6 opuściły wszystkie samoloty dwupłatowe, zaś ostatni BT-1 opuścił „Enterprise” 20 kwietnia 1941 roku.
W przededniu wojny grupa lotnicza „Enterprise” (CV-6) składała się z podzielonych na dwie eskadry 36 bombowców nurkujących Douglas SBD Dauntless, 18 Douglas TBD Devastator w jednej eskadrze torpedowej i 18 nowych Grumman F4F-3 Wildcat w jednej eskadrze myśliwskiej. Składała się wówczas z 84 samolotów – licząc łącznie z samolotami dyspozycyjnymi i innego przeznaczenia, okręt przenosił jednak wówczas również 37 samolotów zapasu, większość z nich podwieszonych pod sklepieniem pokładu hangarowego. Początkowo eskadry „Big E” otrzymały Dauntlessy w wersji SBD-2, te jednak niemal natychmiast zaczęły być zastępowane przez model SBD-3 – pierwszą w pełni combat ready odmianę Dauntlessa, z samouszczelniającymi się zbiornikami paliwa i opancerzeniem kokpitu. W rezultacie, w grudniu 1941 roku VB-6 była wyposażona w 18 SBD-2, natomiast VS-6 miała 18 SBD-2 i SBD-3. Każda z eskadr okrętu miała po dwie lub trzy dodatkowe maszyny w rezerwie, w razie konieczności natychmiastowego – z powodu awarii lub uszkodzenia – zastąpienia któregoś z samolotów wyznaczonych do lotu.
Tuż przed rozpoczęciem wojny z Japonią grupa lotnicza „Enterprise” dowodzona była przez Commander, Enterprise Air Group (CEAG) Cmdr. Howarda Younga, który kierował wszystkimi eskadrami ze specjalnego SBD-3. W lotach operacyjnych dowódcy grupy towarzyszyło zwykle dwóch młodszych pilotów z eskadr VS-6 bądź VB-6, którzy pilotując swoje SBD mieli za zadanie fotografować przebieg operacji. Eskadra torpedowa VT-6 dowodzona była przez Lt. Cmdr. Eugene Lindseya, eskadra myśliwska VF-6 przez Lt. Cmdr. Wade’a McClusky’ego VS-6 przez Hallsteda Hoppinga, zaś VB-6 dowodził Lt. Cmdr. William Hollingsworth.
Każda z eskadr miała obok pilotów dodatkową grupę osób – mechaników, zaś eskadry torpedowe i bombowe także strzelców pokładowych. Mechanicy podzieleni byli na dwie osobne grupy – osób zajmujących się silnikami oraz mechaników odpowiedzialnych za pozostałe sprawy techniczne samolotów. Inną grupę żołnierzy wchodzących w skład eskadry stanowili strzelcy pokładowi, którzy wybierani byli spośród grona marynarzy okrętu. Marynarze „Enterprise” chcący uczestniczyć lotach w charakterze członków załóg i otrzymywać związane z tym wyższe wynagrodzenie, musieli posiąść dodatkowe umiejętności, w tym uruchomienia samolotu na pokładzie startowym, posługiwania się karabinem maszynowym tylnego strzelca, odczytywania sygnałów okrętowych, posługiwania się radiem, a także – w przypadku SBD Dauntless – podstawowe umiejętności pilotażu, niezbędne do doprowadzenia samolotu na własny okręt w razie niesprawności pilota, za pomocą prostych urządzeń kontrolnych znajdujących się w kabinie strzelca SBD.
| Grudzień 1941 – 29 września 1942     | Grudzień 1941 – 29 września 1942 |
| ------------------------------------ | -------------------------------- |
| Enterprise Air Group                 | Cmdr Howard Young                |
| Enterprise Air Group                 | Lt. Cmdr Wade McClusky           |
| Enterprise Air Group                 | Lt. Cmdr Maxwell Leslie          |
| 10 października 1942 – 21 lipca 1943 |                                  |
| Air Group Ten                        | Cmdr Richard Gaines              |
| Air Group Ten                        | Lt. Cmdr James Thomas            |
| 9 listopada 1943 – 9 grudnia 1943    |                                  |
| Air Group Six                        | Lt. Cmdr Edward O’Hare           |
| Air Group Six                        | Lt. Cmdr John Phillips           |
| 24 grudnia 1943 – 16 lipca 1944      |                                  |
| Air Group Ten                        | Cmdr Roscoe Newman               |
| Air Group Ten                        | Cmdr William Kane                |
| 4 sierpnia 1944 – 23 listopada 1944  |                                  |
| Air Group Twenty                     | Cmdr Daniel Smith Jr             |
| 24 grudnia 1944 – 7 czerwca 1945     |                                  |
| Night Air Group Ninety               | Cmdr William Martin              |

Grupy lotnicze CV-6 zmieniały się kilkakrotnie w trakcie służby operacyjnej okrętu. 10 października 1942 roku oryginalna Enterprise Air Group, została zamieniona na Air Group Ten pod dowództwem Cmdr Richarda Gainesa. 9 listopada 1943 roku Lt. Cmdr Edward O’Hare objął dowództwo nowo utworzonej Air Group Six, której nazwa już 24 grudnia 1943 roku została ponownie zmieniona przywróceniem nazwy Air Group Ten, którą dowodził od tego dnia Cmdr Roscoe Newman. 4 sierpnia 1944 grupa lotnicza USS Enterprise została ponownie przeklasyfikowana jako Air Group Twenty, i ostatecznie 24 grudnia 1944 roku skrzydło powietrzne CV-6 otrzymało nazwę Night Air Group Ninety, gdy dowództwo nad nim objął Cmdr William Martin.

### Okres przedwojenny
W okresie przedwojennym operował przez większość czasu z Zachodniego Wybrzeża na Pacyfiku – przede wszystkim z San Diego, prowadząc szkolenia i biorąc udział w ćwiczeniach floty. Zanim jednak CV-6 udał się na Ocean Spokojny, od 9 stycznia do 12 kwietnia uczestniczył m.in. we wspólnych ćwiczeniach z USS „Yorktown” (CV-5). Oba bliźniacze okręty uczestniczyły wówczas także w dorocznych ćwiczeniach Fleet Problem XX, których zadaniem było przeprowadzenie zakrojonych na szeroką skalę manewrów w możliwie najbardziej realistycznych warunkach. Manewry z licznym udziałem lotniskowców, pancerników i wielu innych okrętów niemal wszystkich klas oceanicznych, obserwowane były m.in. przez prezydenta Roosevelta z pokładu ciężkiego krążownika USS „Houston” (CA-30), a następnie pancernika USS „Pennsylvania” (BB-38).
Operując z na Zachodnim Wybrzeżu z San Diego, „Enterprise” prowadził testy wystrzeliwania samolotów ze swoich katapult hydraulicznych, a także oceniał wystrzeliwanie samolotów myśliwskich i rozpoznawczych z katapult w hangarze, w sytuacji zapełnienia pokładu startowego innymi samolotami.

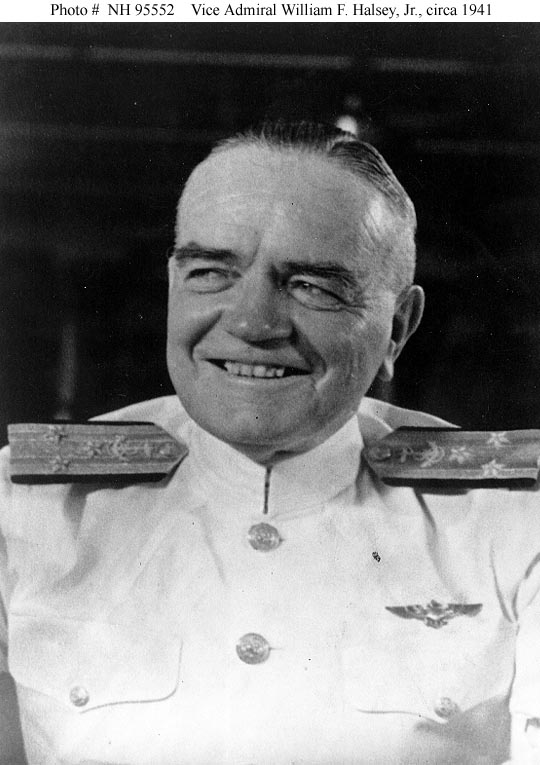
Wiceadmirał William Halsey, w 1941 roku dowódca 2. Dywizjonu Lotniskowców

Po niemieckim ataku na Polskę we wrześniu 1939 roku, 5 października, jako okręt flagowy nowego „Hawaiian Detachment” (Oddziału Hawajskiego) CV-6 udał się z San Diego do Pearl Harbor w towarzystwie dwóch dywizjonów ciężkich krążowników, dwóch eskadr niszczycieli, lekkiego krążownika i jednostek pomocniczych, gdzie pozostawał przez następne miesiące. W 1940 roku USS „Yorktown” był jednym z sześciu okrętów, które zostały zaopatrzone w pierwszą wersję nowych radarów CXAM. „Enterprise” otrzymał radar dopiero rok później, jednak w ulepszonej wersji. Mimo że w zawiązku ze wzrostem zagrożenia ze strony niemieckich okrętów podwodnych, w kwietniu 1941 roku jego bliźniaczy „Yorktown” – wraz z trzema pancernikami – udał się na Atlantyk, „Big E” wciąż operował z Oʻahu. Jego grupa powietrzna pracowała wówczas nad opracowywaniem i szlifowaniem różnorodnych taktyk powietrznych i zasad działania załóg samolotów. Wkrótce otrzymał nickname: The Galloping Ghost of the Oahu Coast.
9 lutego 1940 roku powrócił na Zachodnie Wybrzeże, aby w stoczni Puget Sound Navy Yard przejść planowy remont. Po zakończonym remoncie, 16 i 17 lipca „Enterprise” wziął udział w produkcji filmu Dive Bomber wytwórni Warner Bros z Errole Flynnem i Fredym MacMurrayem w rolach głównych, po czym 26 lipca zacumował ponownie w Pearl Harbor. Pod koniec roku CV-6 udał się na Zachodnie Wybrzeże, aby w dniach grudniu poddać się w Puget Sound instalacji nowych systemów przeciwlotniczych.
9 kwietnia 1941 roku dowódcą Enterprise Air Group został Cmdr. Howard Young, okręt kilkakrotnie w następnych miesiącach przemierzał trasę między San Diego i Pearl Harbor, zaś w listopadzie wziął udział w manewrach na wodach hawajskich. W tym czasie – od czerwca 1940 roku – dowódcą Carrier Division 2 oraz Aircraft Battle Force był wiceadmirał William Halsey, który słynął z bardzo bezpośredniego stosunku do członków załogi swojego okrętu flagowego. Tymczasem eskadry okrętu poddane były bardzo intensywnym ćwiczeniom, przeprowadzanym zarówno w dzień, jak i w nocy, ze szczególnym uwzględnieniem szybkich startów i lądowań. Halsey żądał bowiem, aby każda eskadra (18 samolotów) była w stanie wystartować w ciągu dziewięciu minut, z przerwami między samolotami nieprzekraczającymi 30 sekund, natomiast lądowania grupy lotniczej „Enterprise” miały odbywać się w ciągu czterech minut na eskadrę. W bezksiężycowe noce, eskadry CV-6 ćwiczyły także nocne starty i formowania w powietrzu bez włączonych świateł, co było bardzo niebezpieczne, lecz konieczne na wypadek konieczności operowania w przyszłości na wodach kontrolowanych przez przeciwnika.
Bombowce nurkujące ćwiczyły także współdziałanie z samolotami torpedowymi. Podczas ataku torpedowego jeden lub dwa SBD Dauntless miały w locie nurkowym zrzucać pojemniki dymne, które tworzyć miały chmury dymu. Za tym zadymieniem miały się kryć TBD Devastatory, które po wyjściu z zadymionego obszaru zrzucać miały przenoszone przez siebie torpedy Mark XIII, po czym ponownie kryć się w kłębach dymu. Taktyka taka powodować miała, że powolne Devastatory były narażone na ogień przeciwlotniczy przeciwnika jedynie przez kilka sekund. Podczas tego typu ćwiczeń na jaw wychodziły wady wczesnych wersji torped Mk. XIII, które na skalę masową bądź tonęły po drodze, bądź też zbaczały z kursu.

### Służba wojenna
| Dowódcy okrętu           | Dowódcy okrętu       | Dowódcy okrętu       |
| ------------------------ | -------------------- | -------------------- |
| Captain Newton White Jr. | 12 maja 1938         | 21 grudnia 1938      |
| Captain Charles Pownall  | 21 grudnia 1938      | 21 marca 1941        |
| Captain George Murray    | 21 marca 1941        | 30 czerwca 1942      |
| Captain Arthur Davis     | 30 czerwca 1942      | 21 października 1942 |
| Captain Osborne Hardison | 21 października 1942 | 7 kwietnia 1943      |
| Captain Carlos Wieber    | 7 kwietnia 1943      | 16 kwietnia 1943     |
| Captain Samuel Ginder    | 16 kwietnia 1943     | 7 listopada 1943     |
| Captain Mathias Gardner  | 7 listopada 1943     | 10 lipca 1944        |
| Captain Thomas Hamilton  | 10 lipca 1944        | 29 lipca 1944        |
| Captain Cato Glover      | 29 lipca 1944        | 14 grudnia 1944      |
| Captain Grover Hall      | 14 grudnia 1944      | 25 września 1945     |
| Captain William Rees     | 25 września 1945     | 20 lutego 1946       |
| Captain Francis Bardwell | 20 lutego 1946       | 10 czerwca 1946      |
| Captain Conrad Craven    | 10 czerwca 1946      | 31 stycznia 1947     |
| Captain Lewis Davis      | 31 stycznia 1947     | 17 lutego 1947       |

Wzrost napięcia wojennego w relacjach między Japonią i Stanami Zjednoczonymi spowodował, że w listopadzie 1941 roku okręt zaczął przygotowywać się do działań wojennych. Z lotniskowca usunięto wszelkie drewniane meble i inne łatwopalne przedmioty, w mesie oficerskiej pozostawiono jednak pianino. Przemalowano również samoloty. Górne powierzchnie były odtąd niebiesko-szare w celu wtopienia się w kolor morza, dolne zaś jasnoszare, celem upodobnienia do koloru nieba.
28 listopada 1941 roku w eskorcie trzech krążowników i dziewięciu niszczycieli okręt wyszedł z Pearl Harbor, celem dostarczenia do bazy na atolu Wake dwóch eskadr myśliwców F4F. Tego samego dnia, komandor George Murray ogłosił zaakceptowany przez Halseya Battle Order Number One – rozkaz bojowy nr 1, o postawieniu okrętu w stan gotowości bojowej oraz początku funkcjonowania okrętu w warunkach wojennych, łącznie z rozkazem zwalczania wrogich okrętów podwodnych. Decyzja miała wprawdzie swe uzasadnienie we wzroście napięcia wojennego w ostatnich dniach listopada, wywołała jednak kontrowersje w sztabie admirała Halseya. W trakcie rejsu na Wake rozpoczęto także przygotowania bojowej amunicji okrętowej i lotniczej, między innymi wypełnione wodą ćwiczebne głowice torped zamieniono na głowice bojowe. Rozpoczęto także wydawanie ostrej amunicji okrętowych systemów przeciwlotniczych. Piloci eskadry myśliwskiej VF-6 prowadzili w tym czasie szkolenia dla niedoświadczonych pilotów VMF211, którzy mieli wkrótce wystartować z pokładu udając się na wyspę Wake.
Począwszy od 5 grudnia bombowce torpedowe oraz nurkujące rozpoczęły regularne patrole, celem odnalezienia jakichkolwiek śladów aktywności okrętów japońskich. Okręt miał planowo zawinąć do Pearl Harbor 6 grudnia, pogarszająca się pogoda spowodowała, że towarzyszące ciężkiemu zespołowi niszczyciele miały trudności z utrzymaniem prędkości, toteż zespół okrętów zwolnił, a admirał Halsey postanowił zawinąć do portu następnego dnia rano.

#### Japoński atak na Pearl Harbor
7 grudnia 1941 roku o godzinie 6:15 rano, z pokładu „Enterprise” wystartował w swoim SBD dowódca grupy lotniczej okrętu, Cmdr Howard Young, w ślad zaś za nim część bombowców nurkujących SBD Dauntless eskadr VS-6 i VB-6. Grupa samolotów miała samodzielnie udać się na patrol na zachód od Hawajów, a następnie wylądować na lotniskach hawajskich baz. Dowodzący grupą lotniczą Cmdr Young osobiście dostarczyć miał na wyspę Ford w sercu Oʻahu tajny raport z dostawy samolotów na Wake. Dwie godziny po starcie, o 8:10 rano, w pomieszczeniu radiowym USS „Enterprise” odebrano przekaz radiowy z Dauntlessa o numerze taktycznym S-B-3 (Six-Baker-Three) pilotowanego przez Manny Gonzaleza o ataku na jego samolot. Grupa amerykańskich samolotów z lotniskowca Enterprise przypadkowo wleciała bowiem w sam środek japońskiego ataku na Perl Harbor. Według świadków Marines z lotniska Ewa, inny SBD – pilotowany prawdopodobnie przez Johna H. L Vogta – został na niskiej wysokości zaatakowany przez dwa bądź trzy japońskie myśliwce Mitsubishi A6M „Zero”, i gwałtownie manewrował próbując uniknąć zestrzelenia, co doprowadziło do zderzenia z jednym z Zero. Zaatakowane zostały również samoloty Clarence’s Dickinsona oraz jego skrzydłowego Maca McCarthy’ego, którzy zostali zaatakowani przez pięć Zero. Zginął wówczas tylny strzelec Dickinsona, który sam ratował się skokiem na spadochronie z płonącego samolotu. Podobnie skok na spadochronie uratował Maca McCarthy’ego, jednak jego tylny strzelec także poniósł śmierć. Ogółem, Japończycy zestrzelili pięć z osiemnastu zaskoczonych atakiem samolotów „Enterprise”.
Gdy pierwsze wiadomości zaczęły docierać na „Enterprise”, adm. Halsey był przekonany, że to artyleria przeciwlotnicza Hawajów omyłkowo ostrzeliwuje jego samoloty. Gdy jednak doświadczony pilot, zastępca dowódcy eskadry Scouting Six, Lt. Earl Gallaher zameldował przez radio że trwa atak japońskich samolotów na Pearl Harbor, na okręcie ogłoszono natychmiast alarm bojowy, a z rozkazu Halseya, na maszt USS „Enterprise” po raz pierwszy podczas tej wojny wciągnięto proporzec bojowy US Navy. Wkrótce informacje pilotów CV-6 zostały potwierdzone dwoma oficjalnymi ostrzeżeniami dowództwa w Pearl Harbor o japońskim rajdzie, z których ostatni został odebrany na „Enterprise” o godzinie 8:23. Wkrótce tez po raz pierwszy w tej wojnie, z pokładu wystartowały pierwsze maszyny CAP (Combat Air Patrol) – cztery samoloty myśliwskie F4F Wildcat, których zadaniem było zapewnienie zespołowi okrętów, w tym przede wszystkim „Enterprise”, obrony bezpośredniej przed atakiem.
Halsey przekazał swoim samolotom torpedowym i bombowym rozkaz przygotowania do ataku na japoński zespół uderzeniowy, a samoloty rozpoznawcze z wyspy Ford rozpoczęły przeszukiwania sektorów położonych między kierunkami północno-wschodnim i północno-zachodnim, nie znalazły jednak japońskich okrętów. Bez rezultatów pozostały także podjęte na własną rękę poszukiwania prowadzone przez Earla Gallahera, który skierował się na północny zachód, w kierunku w jakim odlatywały japońskie samoloty. Tymczasem obsługa stacji radionamiernika na Hawajach późnym popołudniem zameldowała o japońskiej formacji na południe od Oahu. Formacja uderzeniowa eskadry torpedowej VT-6 i sześciu SBD eskadry VB-6 odnalazła tam jednak jedynie kilka amerykańskich krążowników i niszczycieli, którym udało się ujść z Pearl Harbor i próbowały dołączyć do zespołu Halseya. Następnego dnia – około 32 godzin po japońskim ataku – zespół uderzeniowy USS „Enterprise” wpłynął do wciąż zadymionej bazy Pearl Harbor, a po dokonanym w rekordowo krótkim czasie uzupełnieniu zapasów, 9 grudnia rano wypłynął z powrotem w morze.
W następnych kilku dniach samoloty CV-6 prowadziły rozpoznanie na północny zachód od Hawajów, 9 grudnia SBD eskadry VS-6 wykrył i zbombardował japoński okręt podwodny I-70, uszkadzając go w stopniu uniemożliwiającym zanurzenie. Następnego dnia SBD wykryły trzy japońskie okręty podwodne – dwie jednostki uniknęły amerykańskiego ataku przez awaryjne zanurzenie, trzecia jednak uszkodzona poprzedniego dnia, podjęła walkę na powierzchni z Dauntlessem pilotowanym przez Dickinsona z VS-6, i została zatopiona zrzuconą przez niego bombą. I-70 został w ten sposób pierwszym japońskim okrętem zatopionym podczas właśnie rozpoczętej wojny przez amerykańską marynarkę wojenną.

#### Rajd na wyspy Marshalla
Po 7 grudnia, „Enterprise” przeprowadził cztery patrole – 9 grudnia, 19 grudnia, 3 stycznia i 11 stycznia. Ostatni z nich był operacją powietrzno-morską na dużą skalę – jej celem był bombardowanie Wysp Marshalla. Po szoku związanym z atakiem na Pearl Harbor, United States Navy znalazła się w sytuacji rażącej dysproporcji sił. Marynarka amerykańska miała do dyspozycji na Pacyfiku trzy lotniskowce, podczas gdy marynarka japońska 10, żadnego sprawnego pancernika, podczas gdy flota japońska 10. Japończycy mieli do dyspozycji też więcej krążowników, niszczycieli i samolotów, w większości też nowocześniejszych od swoich amerykańskich odpowiedników. Po zastąpieniu adm. Husbanda Kimmela przez adm. Chestera Nimitza na stanowisku dowódcy Floty Pacyfiku, nowy dowódca floty adm. Ernest King skierował z Atlantyku na Pacyfik dwa dodatkowe lotniskowce USS „Yorktown” (CV-5) i „Hornet” (CV-8), które przybyły na Hawaje odpowiednio w styczniu i w marcu. Już jednak 11 stycznia skierowana na Hawaje z San Diego na Zachodnim Wybrzeżu USS „Saratoga” (CV-3) została storpedowana przez japoński okręt podwodny i wyłączona ze służby operacyjnej na kolejne sześć miesięcy. Na początku więc 1942 roku Enterprise był jedynym, obok „Yorktowna” i „Lexingtona”, czynnym lotniskowcem na Pacyfiku. W tej sytuacji adm. Nimitz mógł sobie pozwolić wówczas jedynie na szybkie uderzenia lotnicze, nie będąc w stanie przeprowadzać większych operacji uderzeniowych przeciwko znacznie silniejszej flocie japońskiej.

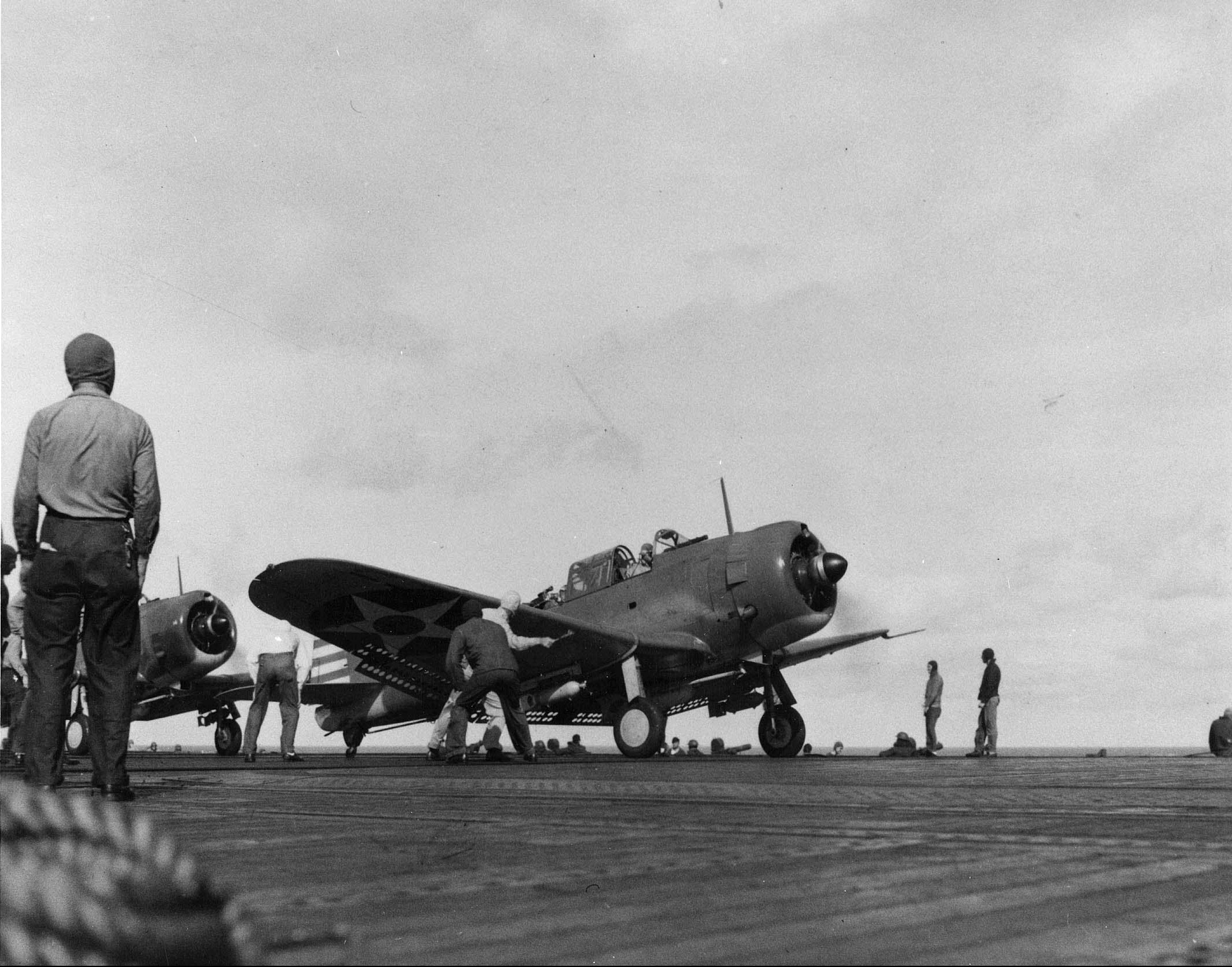
SBD-2 z eskadry VB-6 bądź VS-6 podczas startu do ataku na wyspę Roi

Pierwszym takim uderzeniem, był rajd na wyspy Marshalla i Gilberta, przeprowadzony przez zespoły Task Force 8 z lotniskowcem „Enterprise” i Task Force 17 skupiony wokół „Yorktowna”. Mimo że w sztabie Floty Pacyfiku istniały wątpliwości co do celowości tego rajdu, miał on gorące wsparcie admirała Halseya, który upatrywał w nim sposobu na zwolnienie tempa japońskiej ofensywy na południowym Pacyfiku. W skład dowodzonego przez adm. Halseya zespołu, obok CV-6, wchodziły krążowniki USS „Chester” (CA-27), „Salt Lake City” (CA-25) i „Northampton” (CA-26) oraz siedem niszczycieli. TF8 opuścił Pearl Harbor 11 stycznia, 23 stycznia zaś na zachód od Samoa „Enterprise” spotkał się z zespołem „Yorktowna” po czym oba zespoły podążyły razem w kierunku Wysp Marshalla. W drodze, adm. Halsey otrzymał kodowaną wiadomość od adm. Nimitza, zezwalającą mu na rozciągnięcie ataków w czasie, gdyż z przechwyconych przez HYPO na Hawajach japońskich wiadomości radiowych wynikało, że nie istnieje bezpośrednie zagrożenie ze strony japońskich lotniskowców. Atak samolotów torpedowych i bombowców nurkujących miał jednak zostać przeprowadzony bez eskorty samolotów myśliwskich, na tym etapie wojny bowiem marynarka nie miała wystarczającej liczby myśliwców zarówno do przeprowadzania bezpośredniej osłony zespołu floty (CAP), jak i eskorty samolotów. 37 bombowców nurkujących SBD Dauntless zaatakować miało wyspę Roi na atolu Kwajalein, podczas gdy dziewięć torpedowych Devastatorów zaatakować miało statki i okręty w nieodległej lagunie. Pierwsza zaatakowała swoje cele na Roi eskadra VS-6, która spotkała się z intensywnym ogniem przeciwlotniczym i została zaatakowana przez japońskie myśliwce Nakajima Ki-27 „Nate”, skutkiem czego zestrzelony został SBD pilotowany przez Lt. Cmdr. Halsteada Hoppinga.

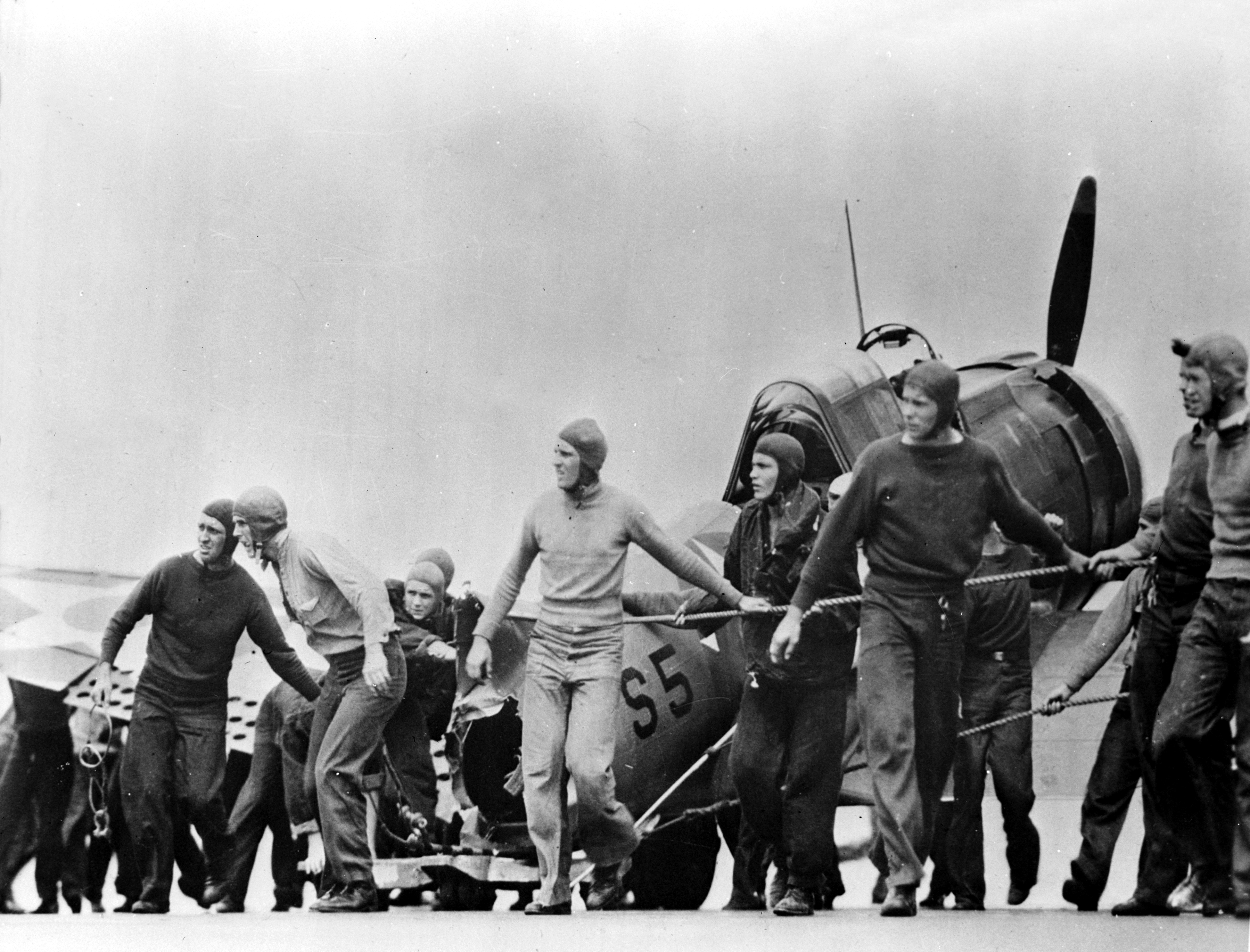
Przecięty skrzydłem bombowca G3M kadłub SBD Dauntless, z którego ostrzeliwał japoński samolot Bruno Gaido

W tym czasie samoloty torpedowe zaatakowały statki na kotwicowisku. Po meldunku dowodzącego eskadrą torpedową VT-6 Lt. Cmdr. Eugene Lindseya o dużej liczbie odpowiednich celów, admirał Halsey wysłał z „Enterprise” kolejne dziewięć Devastorów, które trzymane były dotąd w rezerwie. Samoloty Lindseya trafiły torpedami kilka statków, do ataku na nie dołączyła się także grupa Dauntlessów, a po chwili także TBD wysłane dodatkowo przez adm. Halseya. Atakujące samoloty zatopiły transportowiec o pojemności 6500 ton i ścigacz okrętów podwodnych, uszkodziły także dziewięć innych jednostek w tym lekki krążownik „Katori”. Zniszczonych bądź uszkodzonych zostało także 18 samolotów bombowych i myśliwskich. Śmierć poniosło około 90 Japończyków, w tym dowódca garnizonu na wyspach Marshalla wiceadmirał Yokichi Yashiro. Gdy samoloty bombowe powróciły znad Roi, ich piloci mogli słuchać w swoich Ready Rooms transmitowane „na żywo” przez radiowęzeł okrętowy rozmowy radiowe prowadzone przez pilotów eskadry myśliwskiej VF-6 atakującej w tym czasie cele na wyspach Wotje i Taroa
Ataki na Wotje i Taroa nie zniszczyły jednak wielu celów, w tym przede wszystkim bombowców, toteż SBD eskadr VB-6 i VS-6 przeprowadziły jeszcze trzy kolejne naloty. Zamiast wiec szybkiego uderzenia, atak przerodził się w dziewięciogodzinne rotacyjne bombardowanie japońskich baz na Marshallach. We wczesnych godzinach popołudniowych TF8 został zaatakowany przez pięć ocalałych dwusilnikowych bombowców Mitsubishi G3M, które zrzuciły na „Enterprise” swoje 100-kilogramowe bomby. Szczęściem, radykalne manewry dowodzącego okrętem kmdr. Muraya pozwoliły wymanewrować precyzyjnie zrzucone japońskie bomby Jeden z uszkodzonych ogniem przeciwlotniczym japońskich bombowców zawrócił jednak, w zamiarze rozbicia się o pokład „Enterprise”. Reagując na to, strzelec pokładowy jednego z bombowców eskadry VS-6. Bruno Gaido, wskoczył do kabiny strzelca jednego z zaparkowanych SBD i ostrzeliwał nurkujący japoński samolot, który przestał w rezultacie manewrować i wpadł do wody, zahaczając jedynie skrzydłem o krawędź pokładu lotniskowca oraz przecinając nim na pół kadłub SBD z którego ostrzeliwał go Gaido. Japońskie bombardowanie zakończyło operację CV-6 na Marshallach i okręt wycofał się w kierunku Hawajów.

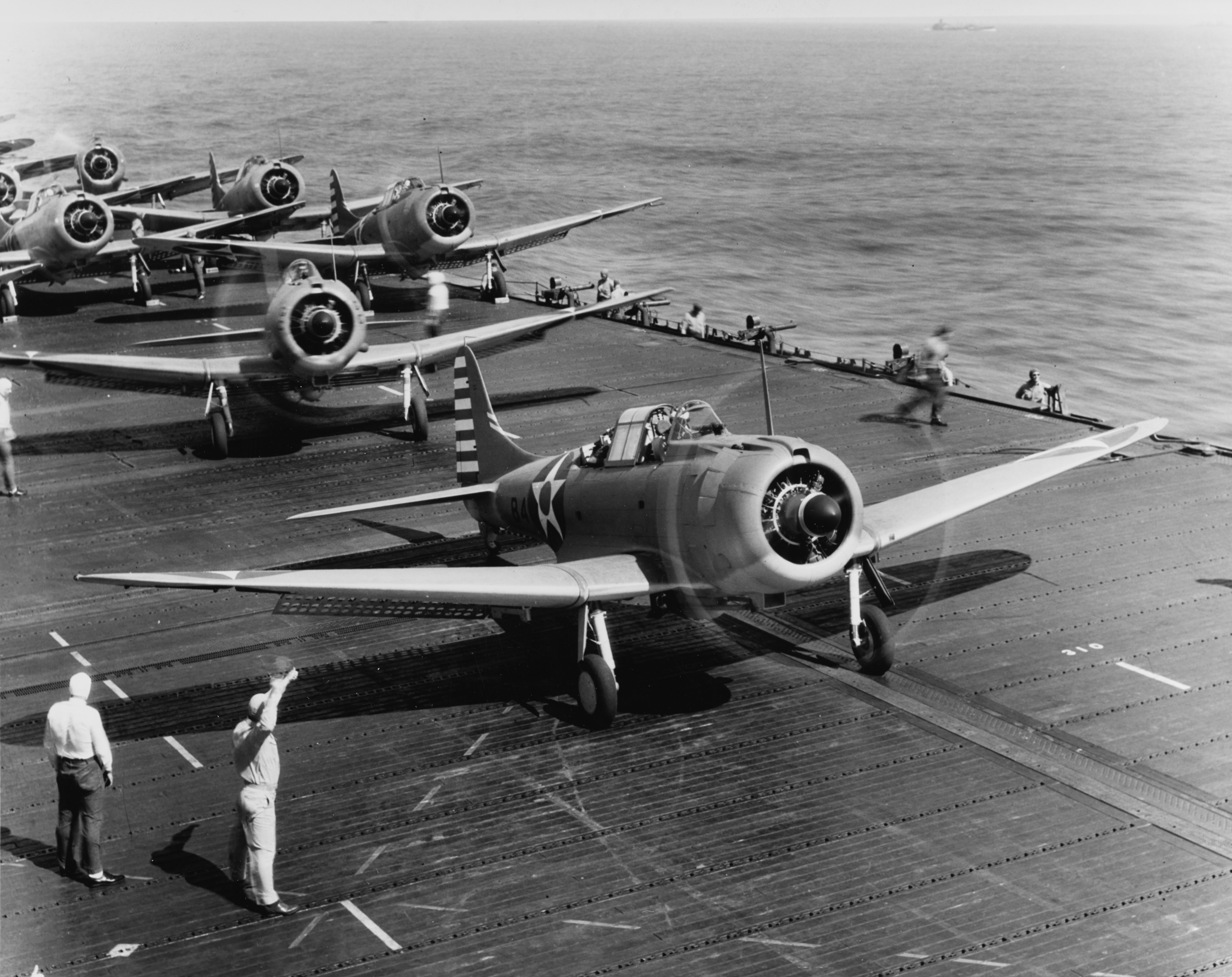
Douglas SBD Dauntless z VB-6 tuz przed startem na Wake 24 lutego 1942 roku rano

#### Wake i Marcus
Trzy tygodnie po rajdzie na Kwajalein, 24 lutego 1942 roku, Enterprise ponownie zaatakował japońskie pozycje, wykonując uderzenia na zajętą przez Japończyków wyspę Wake, zaś 4 marca na wyspę Marcus. W wyniku rajdu na wyspę Wake Japończycy utracili kilkaset tysięcy litrów paliwa i kilka samolotów, zniwelowało to jednak na kilka miesięcy wojskową użyteczność atolu.
Zanim „Enterprise” zdołał powrócić z Wake do Pearl Harbor, okręt otrzymał rozkaz wykonania uderzenia na najdalej na wschód wysuniętą japońską wyspę Marcus. Wadm. Halsey oddelegował jednak do portu niszczyciele eskorty, postanawiając przeprowadzić kolejny rajd w osłonie jedynie krążowników „Salt Lake City” i „Northampton”, z którymi mógł poruszać się z maksymalną prędkością. Znajdująca się 650 mil od Wake wyspa Marcus była bowiem odległa o 1000 mil od Tokio i 600 mil od dużej japońskiej bazy na wyspach Bonin, na wodach znajdujących się pod całkowitą kontrolą japońską. Uderzenie lotnicze zostało przeprowadzone o świcie 4 marca przez 32 bombowce nurkujące SBD Dauntless eskadr VB-6 i VS-6, w eskorcie sześciu samolotów myśliwskich F4F Wildcat. Atak zakończył się zbombardowaniem japońskiego magazynu paliw, stacji radiowej, warsztatów oraz pasa startowego. Grupa lotnicza „Enterprise” utraciła w trakcie ataku jeden bombowiec SBD, który uszkodzony ogniem przeciwlotniczym został zmuszony do wodowania, a jego załoga wzięta do niewoli. Przeprowadzona w większości w ciemnościach operacja, była pierwszym amerykańskim atakiem lotniczym przeprowadzonym przy użyciu okrętowego radaru CXAM do naprowadzania samolotów na cel lądowy.
Podobnie jak o kilka dni wcześniejsze rajdy na wyspy Marshalla oraz na Atol Wake, atak na Marcus nie miał większego znaczenia militarnego – nie mógł spowolnić japońskich postępów w Azji południowo-zachodniej. Przez bliskość jednak do rdzennych wysp japońskich uświadomił japońskiemu dowództwu zagrożenie ze strony amerykańskich lotniskowców, przyczyniając się w ten sposób do podjęcia próby ich zniszczenia pod Midway. Rajd na Marcus był bowiem kolejnym po rajdzie na wyspy Marshalla ostrzeżeniem dla japońskich dowództw, że stolica imperium jest w zasięgu amerykańskiego lotnictwa.

### Bitwa pod Midway
Po powrocie do bazy Pearl Harbor, „Enterprise” został skierowany w celu wzmocnienia grupy lotniskowców operujących na Morzu Koralowym, jednakże z powodu zbyt dużego dystansu, nie dotarł tam na czas i nie wziął udziału w bitwie na Morzu Koralowym 4–8 maja 1942 roku.
28 maja 1942 roku „Enterprise” wypłynął w morze jako okręt flagowy kontradmirała Raymonda Spruance’a w składzie zespołu operacyjnego TF 16, w celu przeciwdziałania japońskiej flocie, zamierzającej uderzyć na wyspę Midway. Oprócz niego, w skład TF 16 wchodził lotniskowiec „Hornet”, 6 krążowników i 10 niszczycieli. W celu wsparcia zespołu, wysłano także drugi zespół TF 17 z lotniskowcem USS „Yorktown”. 4 czerwca 1942 roku doszło do powietrzno-morskiej bitwy pod Midway, w wyniku której samoloty z amerykańskich lotniskowców doprowadziły do zniszczenia wszystkich 4 japońskich lotniskowców, biorących udział w bitwie. Bezpośrednio bombowce nurkujące z „Enterprise” zbombardowały lotniskowce „Kaga” i „Akagi”, brały też udział w ataku na lotniskowiec „Hiryū”, aczkolwiek nie uzyskały na nim trafień. Bitwa ta była zwrotnym punktem w walkach na Pacyfiku, po którym Japonia straciła inicjatywę i dużą część wyszkolonych pilotów lotnictwa morskiego. „Enterprise” nie odniósł uszkodzeń, chociaż utracił sporą część samolotów pokładowych. Między innymi zniszczeniu uległ prawie cały dywizjon samolotów torpedowych VT-6 (11 z 14 samolotów), który jako jeden z pierwszych atakował japońskie okręty. W bitwie zaś zatonął jego bliźniaczy okręt „Yorktown”. Następnego dnia samoloty „Enterprise” uszkodziły japoński krążownik „Mikuma”, który następnie zatonął.

### Kampania Salomonach

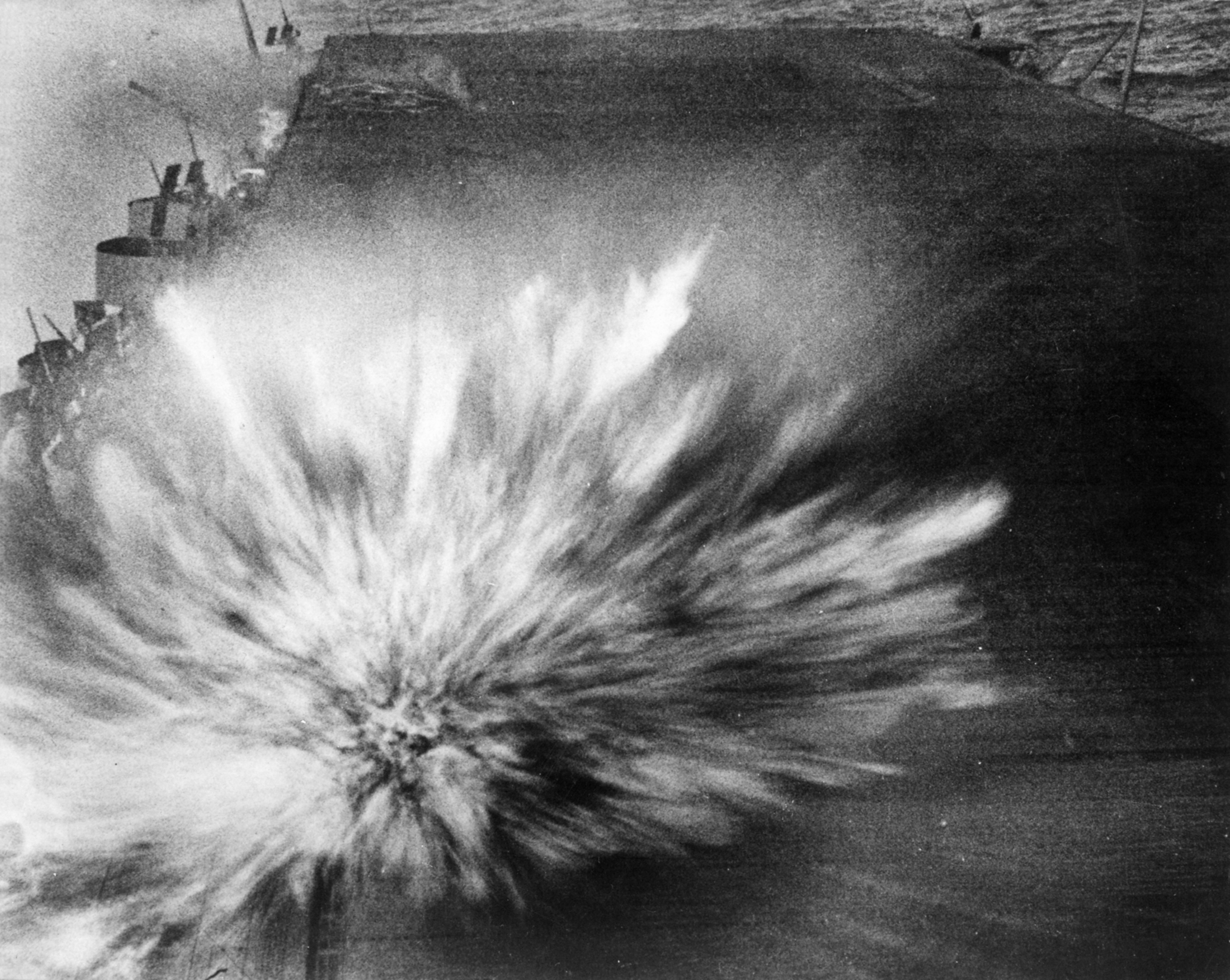
Moment wybuchu bomby na pokładzie USS „Enterprise” podczas bitwy koło wschodnich Wysp Salomona 24 sierpnia 1942 r.

Po miesiącu przerwy „Enterprise” został skierowany 15 lipca 1942 roku na południowy Pacyfik, gdzie dołączył do zespołu operacyjnego TF 61, wspierającego 8 sierpnia desant morski na wyspie Guadalcanal w archipelagu Wysp Salomona. 24 sierpnia 1942 roku „Enterprise” wziął udział w powietrzno-morskiej bitwie koło wschodnich Wysp Salomona. Jego samoloty prowadziły rozpoznanie i wzięły udział w zatopieniu lekkiego lotniskowca „Ryūjō”. Sam „Enterprise” padł ofiarą ataku samolotów z lotniskowców „Shōkaku” i „Zuikaku” i został uszkodzony 3 bezpośrednimi trafieniami bomb oraz kilkoma bliskimi wybuchami, odnosząc najpoważniejsze uszkodzenia z okrętów amerykańskich w tym starciu i tracąc 74 zabitych i 95 rannych. Jedna z bomb przebiła tylny podnośnik samolotów i wybuchła w hangarze, dwie wybuchły na pokładzie lotniczym. Załoga okrętu zdołała jednak opanować sytuację, mimo kilkustopniowego przechyłu i pożarów, i powrócił on do Pearl Harbor o własnych siłach.

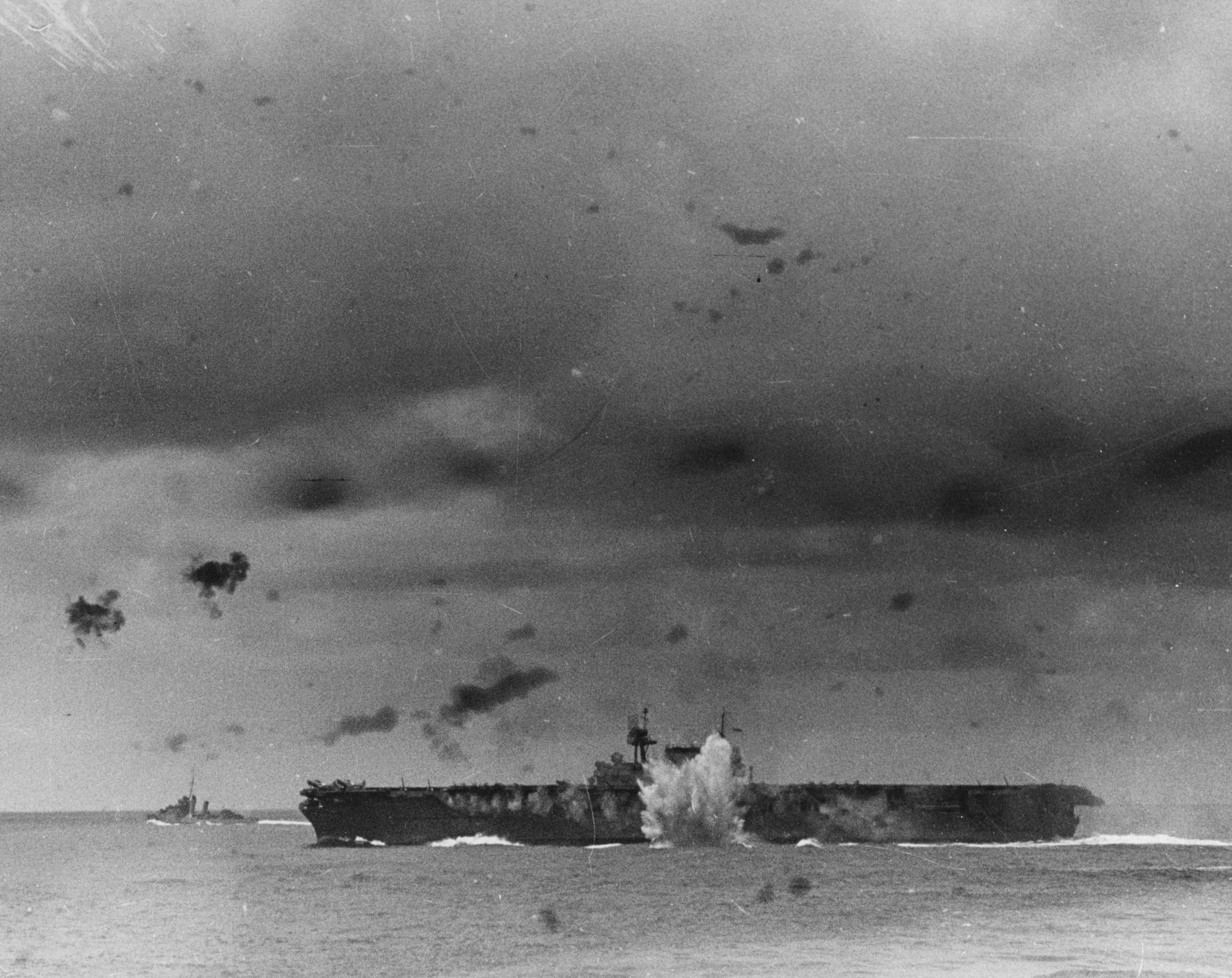
Wybuch bomby u burty „Enterprise” podczas bitwy koło wysp Santa Cruz 26 października 1942 r.

Po remoncie w Pearl Harbor, trwającym od 10 września do 16 października 1942 roku, „Enterprise” powrócił w skład grupy operacyjnej TF 61 na Wyspach Salomona. 26 października wziął udział w powietrzno-morskiej bitwie koło wysp Santa Cruz, w której jego samoloty ponownie prowadziły rozpoznanie, lecz zdołały także uszkodzić bombą i wyłączyć z akcji lekki lotniskowiec „Zuihō”. „Enterprise” z kolei ponownie został uszkodzony dwoma bombami samolotów ze „Shōkaku” i kilkoma bliskimi wybuchami, tracąc 44 zabitych i 75 rannych. Mimo to zdołał przyjąć na pokład wracające po bitwie samoloty swoje oraz ciężej uszkodzonego, a następnie zatopionego bliźniaczego „Horneta”. Po pośpiesznych i prowizorycznych naprawach w bazie Nouméa w Nowej Kaledonii już 13 listopada samoloty „Enterprise” wzięły udział w bitwie pod Guadalcanalem, pomagając w zatopieniu unieruchomionego pancernika „Hiei”. Oprócz tego, w tym okresie samoloty „Enterprise” brały również udział w zatopieniu innych mniejszych okrętów.

### Dalsze działania
Od lutego 1943 roku lotniskowiec operował przez trzy miesiące z bazy Espiritu Santo. 20 lipca 1943 roku „Enterprise” udał się do stoczni Puget Sound Naval Shipyard w stanie Waszyngton na remont połączony z modernizacją, z którego powrócił w listopadzie (m.in. wzmocniono uzbrojenie, ochronę przeciwtorpedową i zamontowano nowsze radary). Od 19 do 21 listopada „Enterprise” uczestniczył w zapewnianiu osłony lotniczej dla desantu Marines na atolach Tarawa i Makin. 26 listopada z jego pokładu wypuszczono po raz pierwszy myśliwce w nocy, do ataku na grupę japońskich bombowców. Od 29 stycznia do 3 lutego 1944 roku samoloty lotniskowca w składzie zespołu TF 58 bombardowały Wyspy Marshalla i wspierały lądowanie na atolu Kwajalein. 17 lutego w nocy 12 samolotów TBF Avenger z „Enterprise” zaatakowało bazę japońskiej floty w atolu Truk, dokonując po raz pierwszy nocnego ataku bombowego z lotniskowca, wyszukując cele za pomocą radaru. Atak ten spowodował 1/3 strat wywołanych przez akcję floty amerykańskiej przeciwko atolowi Truk 17–18 lutego.
Przez kolejne miesiące „Enterprise” w składzie grup operacyjnych z innymi lotniskowcami wspierał desanty na wyspach Pacyfiku, w tym na Marianach, Saipanie, Rota i Guam. 19 i 20 czerwca 1944 roku, w składzie TF 58, „Enterprise” wziął udział w wielkiej lotniczo-morskiej bitwie na Morzu Filipińskim. 23–26 października wziął udział w bitwie w zatoce Leyte. Jego grupa lotnicza przyczyniła się do zatopienia m.in. superpancernika „Musashi”. W tym okresie i w ciągu najbliższych miesięcy lotniskowiec operował głównie w obszarze Filipin, a jego lotnictwo atakowało również Okinawę, a następnie inne cele na Wyspach Japońskich.

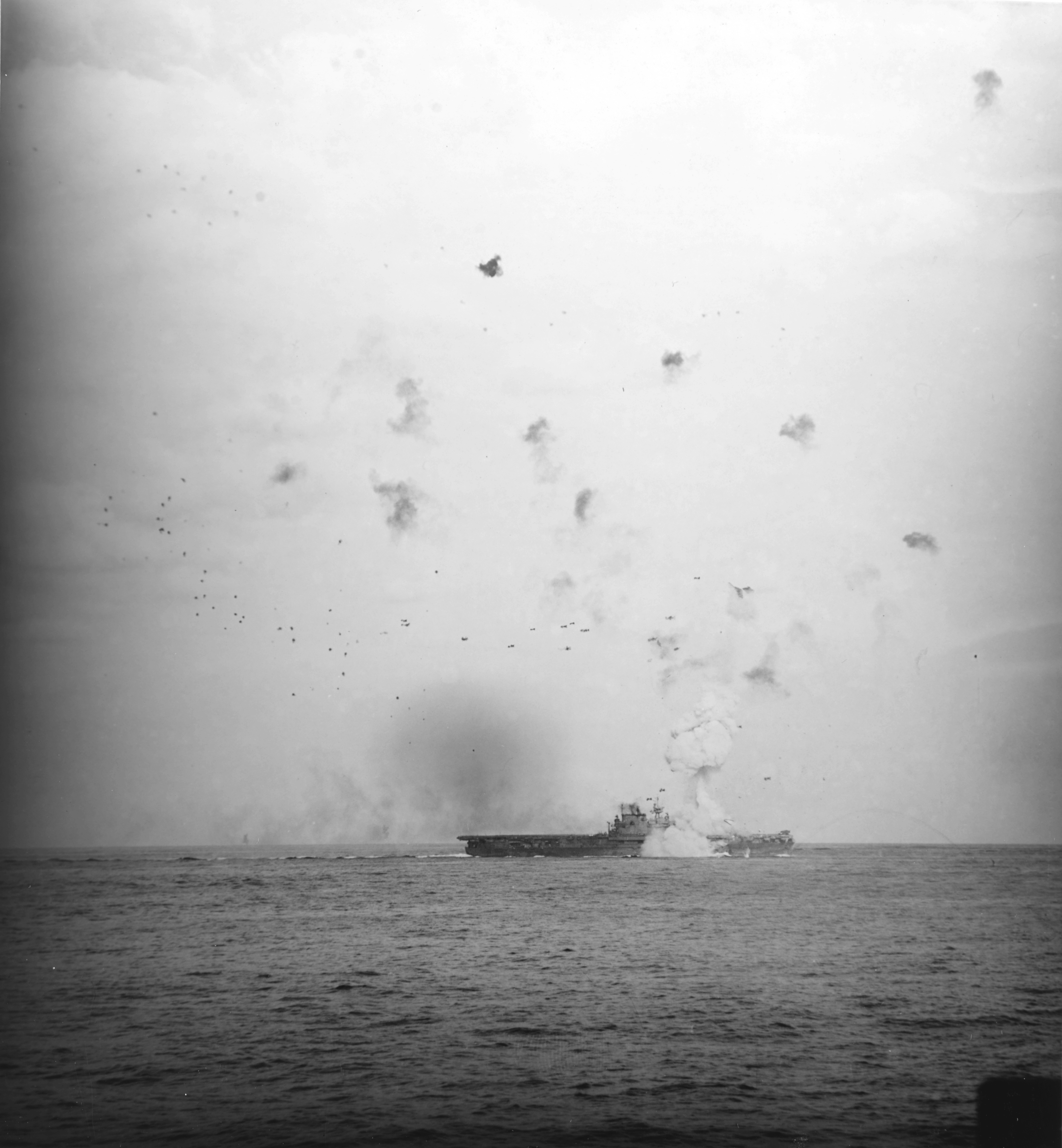
Atak kamikaze na USS „Enterprise”, 14 maja 1945 r.

Od 10 lutego 1945 roku „Enterprise” wspierał lądowanie i walki Marines na Iwo Jima. Cały czas biorąc udział w akcjach, 18 marca padł pierwszy raz ofiarą samobójczego ataku samolotu kamikaze, odnosząc lekkie uszkodzenia. Powrócił do akcji 5 kwietnia, wspierając operacje przeciw Okinawie. 11 kwietnia został poważniej uszkodzony atakiem kamikaze. Po naprawach w atolu Ulithi w archipelagu Karolinów, 6 maja ponownie powrócił do akcji, przejmując rolę okrętu flagowego zespołu TF 58. 14 maja 1945 roku został jednak poważnie uszkodzony przez kamikaze, który zniszczył jego przedni podnośnik samolotów, zabijając 14 i raniąc 34 ludzi. 7 czerwca lotniskowiec ponownie przybył do remontu do Puget Sound Navy Yard, gdzie zastał go koniec wojny.

### Okres powojenny

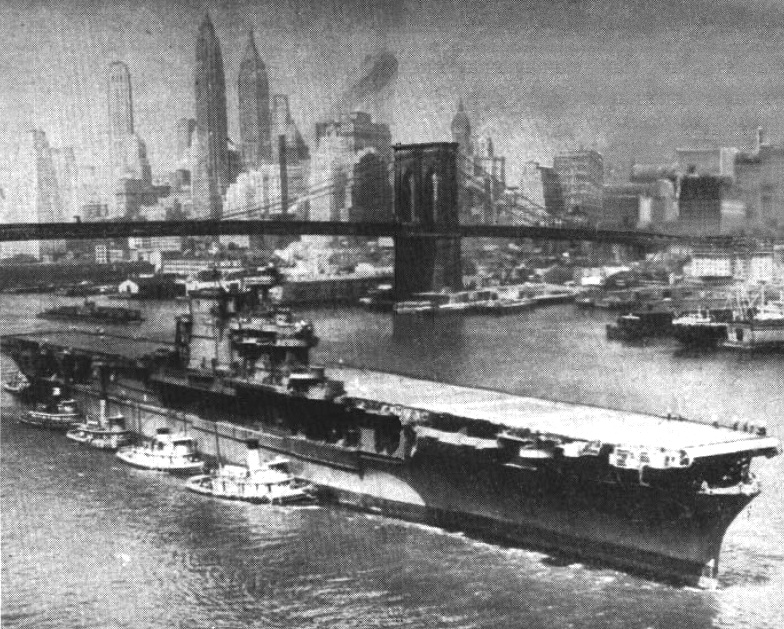
„Enterprise” w Nowym Jorku w 1946 roku, holowany do New York Navy Yard celem deaktywacji

„Enterprise” zakończył ostatnią modernizację dopiero w chwili zakończenia wojny, toteż zamiast powrócić do prowadzenia operacji bojowych, został zaangażowany do transportu amerykańskich żołnierzy z zagranicy. Okręt, który uczestniczył w niemal każdej bitwie, uważany był za symbol amerykańskiego zwycięstwa na Pacyfiku. Jako hołd dla wszystkich amerykańskich lotniskowców, Biuro Okrętów sporządziło zbiorczy raport o wszystkich uszkodzeniach bojowych odniesionych przez „Enterprise” w latach 1942 do 1945, zaś w roku 1946 podjęto decyzję o przekazaniu jednostki stanowi Nowy Jork w charakterze pomnika wojennego. Mimo że 17 lutego 1947 roku oficjalnie zakończył służbę w United States Navy, w 1949 roku plan przekazania okrętu Nowemu Jorkowi uległ zawieszeniu, a 1 października 1952 roku jednostka została przeklasyfikowana na lotniskowiec wsparcia ZOP pod oznaczeniem CVA-6. Decyzję taką podjęto mimo nieprzeprowadzenia na okręcie żadnych zmian przystosowujących go do tej roli. Okręt nie prowadził też żadnych działań w tym okresie. 8 sierpnia 1953 desygnacja jednostki została po raz ostatni zmieniona na CVS-6. W październiku 1956 roku uznano go za niezdatny do dalszej służby, zaś w styczniu następnego roku skreślono z listy okrętów floty.
Przekazanie okrętu na złom opóźniło się jednak w związku z faktem, że Enterprise Asociacion wraz z admirałem Halseyem prowadziło starania o uczynienie z okrętu muzeum. Starania te okazały się jednak bezowocne i do końca następnego roku okręt został pocięty na złom w Kearny w stanie New Jersey.

## Dane taktyczno-techniczne
- długość pokładu lotniczego: 238,9 m, w 1944 r.: 250 m
- siłownia:
  - 4 turbiny parowe o mocy łącznej 125 000 KM, 9 kotłów parowych, 4 śruby
- uzbrojenie:
  - na początku służby:
    - 8 dział uniwersalnych (plot) kalibru 127 mm (pojedynczych)
    - 16 działek plot 28 mm (4 x IV)
    - 24 wkm-y

  - 1942 r.:
    - 8 dział plot 127 mm
    - 32–38 działka plot 20 mm

  - listopad 1943 r.:
    - 8 dział plot 127 mm
    - 40 działek plot 40 mm Bofors (6 poczwórnych i 8 podwójnych)
    - 48 działek plot 20 mm

  - 1945 r.:
    - 8 dział plot 127 mm
    - 54 działka plot 40 mm Bofors (11 poczwórnych i 5 podwójnych)
    - 32 działka plot 20 mm

- liczba samolotów: 73–93
  - orientacyjne składy grupy lotniczej (w nawiasie łączna liczba samolotów)[54]:
  - 1941 r.: 18 myśliwców F4F-3, 37 bombowców nurkujących SBD, 18 bombowców torpedowych TBD (73)
  - 1942 r.: 27 myśliwców F4F-4, 36 bombowców nurkujących SBD, 18 bombowców torpedowych TBD (81)
  - październik 1942 r.: 34 myśliwce F4F-4, 34 bombowców nurkujących SBD, 10 bombowców torpedowych TBF (78)
  - październik 1943 r.: 36 myśliwców F6F-3, 37 bombowców nurkujących SBD, 18 bombowców torpedowych TBF (91)
  - 1944 r.: 32 myśliwce F6F-3, 4 myśliwce F4U-1, 30 bombowców nurkujących SBD, 16 bombowców torpedowych TBF/TBM (82)
  - 1945 r.: 32 myśliwce F6F-5N, 21 bombowców torpedowych TBM-3D, 40 bombowców nurkujących SB2C Helldiver (93)